# Maquis (Star Trek)
 (novembre 2024).
Pour les articles homonymes, voir Maquis.
Le Maquis est un mouvement de résistance à l'occupation cardassienne de la Zone Démilitarisée.
Pour un article plus général, voir Ethnologie de Star Trek.

## Histoire
Le Maquis est une organisation formée à la suite de la guerre entre la Fédération des Planètes Unies et l'Union Cardassienne. À l'issue des négociations de paix, une Zone Démilitarisée fut créée, départageant un territoire censé constituer une zone tampon entre la Fédération et l'Union. Les citoyens de la Fédération se trouvant dans la partie de la Zone Démilitarisée contrôlée par le Commandement Central se trouvèrent d'un jour à l'autre en territoire cardassien et soumis aux lois cardassiennes. Après un certain nombre de persécutions de la part des militaires cardassiens, un petit groupe de ces ex-citoyens de la Fédération prirent les armes en secret contre les occupants, fondant le groupe terroriste du Maquis.
La première offensive ouverte du Maquis survint avec la destruction du cargo Cardassien Bok'Nor près de la station Deep Space Nine, vaisseau accusé par le Maquis de transporter des armes pour les colons cardassiens. Une semaine plus tard, le Maquis enleva Gul Dukat, haut dignitaire du Commandement Central Cardassien, qui fut sauvé par Benjamin Sisko, commandant de DS9, peu avant une offensive du Maquis sur une colonie cardassienne. Ce dernier découvrit que des officiers de Starfleet désertaient pour rejoindre le groupe terroriste, en l’occurrence l'attaché de Starfleet au sein de la Zone Démilitarisé, son ami le Lieutenant-Commandeur Calvin Hudson. L'action suivante du Maquis fut le détournement de l'USS Défiant par la cellule du Lieutenant Thomas Riker, officier de Starfleet et jumeaux de William T. Riker, dans le but d'attaquer et de détruire une flotte secrète censée envahir la Zone Démilitarisée (mais qui servira en réalité à lancer une offensive préventive contre le Dominion), action mise en échec encore une fois par Benjamin Sisko.
La Zone Démilitarisée commença alors, petit à petit, à centraliser l'attention des deux gouvernements. Le but non-avoué des Cardassiens étant de chasser les colons de la Fédération par tous les moyens, de nombreuses escarmouches s'ensuivirent d'une part entre les colons cardassiens, armés secrètement par l'Union Cardassienne, et les colons de la Fédération, armés via le marché noir; et d'autre part entre le Maquis et le Commandement Central, menant à une escalade militaire dans la Zone. La situation fut d'autant plus problématique pour Starfleet que certains de ses officiers de valeur, sensibles à la cause des colons de la Zone Démilitarisée, désertèrent pour rejoindre le Maquis et combattre l'Union Cardassienne. La Fédération n'a cependant jamais changé sa politique de coopération avec l'Union Cardassienne, considérant le Maquis comme une organisation terroriste relevant de sa responsabilité et participant à des opérations militaires conjointe Fédération-Union ayant pour but la destruction du groupe. Jusqu'alors, aucun combattant du Maquis n'a causé de morts du côté de la Fédération.
Le Commandement Central tenta de se servir du Maquis pour discréditer la Fédération et déclencher une nouvelle guerre. Pour ce faire, il piégea le chef Miles O'Brien, responsable des opérations sur la station Deep Space Nine en embarquant à son insu des armes illégales dans son vaisseau pour l'accuser de fournir les terroristes du Maquis, et accuser la Fédération de soutenir clandestinement mais activement le Maquis pour mener une guerre secrète contre l'Union Cardassienne. Cette tentative fut mise en échec quand Sisko amena l'agent cardassien qui avait caché les armes dans le vaisseau d'O'Brien au beau milieu du procès public.
La sympathie que provoqua la cause du Maquis permis au groupe de grossir ses rangs et d'envisager des actions plus ambitieuses, telle l'attaque directe d'un vaisseau amiral cardassien. Peu après cette attaque, la cellule dirigée par l'ancien officier Chakotay fut transportée avec l'USS Voyager dans le quadrant Delta. Le Maquis atteint son apogée sous le commandement de l'ex Lieutenant-Commandeur Michael Eddington, génie tactique de Starfleet. Eddington utilisa sa position de chef de la sécurité de l'USS Défiant pour faire parvenir des synthétiseurs industriels au Maquis, et ensuite, il mena des assauts contre plusieurs transports pour récupérer des agents chimiques mortels pour les Cardassiens, mais pas pour les colons de la Fédération. Avec de tels composants, le Maquis commença à lancer des attaques chimiques contre les colonies cardassiennes de la Zone Démilitarisée, attaques qui cessèrent quand Benjamin Sisko décida de répliquer en rendant les mondes occupés par le Maquis inhabitable pour les colons de la Fédération avec des attaques similaires.
Malgré ce revers, le Maquis connu des circonstances particulièrement favorables. En effet, une tentative d'attaque conjointe du Dominion par l'Ordre Obsidien (police secrète de l'Union Cardassienne) et le Tal Shiar (police secrète de l'Empire Stellaire Romulien) fut un échec total, affaiblissant considérablement ces deux forces de sécurité, particulièrement l'Ordre Obsidien, qui ne put plus faire face au Maquis; peu après, une révolution renversa le Commandement Central, révolution qui incita l'Empire Klingon à attaquer l'Union Cardassienne par crainte d'une intervention du Dominion. Les Klingons en profitèrent pour assister de manière non-officielle le Maquis, qui envisageait sérieusement de proclamer son indépendance vis-à-vis de la Fédération.
Le Maquis et son projet d'indépendance connurent toutefois une fin brutale quand l'Union Cardassienne intégra le Dominion pour se protéger de l'invasion klingonne et des offensives du Maquis. Écrasé par la force quasi-invincible des Jem'Hadar, le Maquis fut détruit en quasi-totalité en seulement trois jours. Seuls quelques membres isolés parvinrent à survivre, le groupe le plus important étant celui de Chakotay, transporté dans le Quadrant Delta avec le Voyager.

## Organisation
En tant qu'organisation terroriste, le Maquis est bien évidemment le plus souvent mobile, et ne se localise géographiquement que très rarement. La seule certitude que l'on peut avoir quant aux bases du Maquis est que la plupart se situent dans un territoire hostile aux vaisseaux spatiaux, connu sous le nom de Badlands. En dehors des Badlands, le reste des forces Maquis est clandestin, infiltrant la plupart des planètes colonisées dans la Zone Démilitarisée.
Ces forces du Maquis sont organisées en petite cellules indépendantes, qui rendent compte au haut commandement maquisard. Cette compartimentation permet de protéger l'organisation dans son ensemble: une cellule ne sachant pas ce que les autres font, si elle est prise, elle ne pourra rien révéler. Ces cellules utilisent des tactiques de guérilla et des attentats terroristes pour mener leur actions au sol. Pour leurs opérations dans l'espace, les maquisards utilisent des petits vaisseaux moyen-courriers appelé "Raiders", qu'ils ont armés de phasers et de lances-torpilles grâce au marché noir et à leur sympathisants au sein de Starfleet. Outre ces cellules, le Maquis dispose aussi de son propre service de renseignement.

## Maquisards célèbres
- B'Elanna Torres : Semi-Klingonne devenu Lieutenant de Starfleet et ingénieur en chef du Voyager.
- Lieutenant-Commandeur Calvin Hudson : Ami du capitaine Benjamin Sisko et ex-attaché de Starfleet dans la Zone Démilitarisée, abattu lors des Guerres du Dominion.
- Chakotay : Habitant d'une planète située dans la Zone Démilitarisée ayant rejoint le Maquis pour protéger sa famille. Devenu Commandeur de Starfleet et premier officier du Voyager.
- Capitaine Kassidy Yates : Amie puis femme du capitaine Benjamin Sisko, effectue des missions de livraison de cargo pour le Maquis.
- Lieutenant-Commandeur Michael Eddington : Chef de la sécurité sur le Defiant ayant rejoint le Maquis par idéalisme. Dirige l'organisation de 2372 à 2373.
- Lieutenant Ro Laren : Officier bajorane de Starfleet fortement affectée par l'occupation de sa planète, qui rejoint le Maquis en trahissant de ce fait son mentor, le capitaine Jean-Luc Picard.
- Lieutenant Thomas Riker : Jumeau accidentel du commandant William Riker, créé à la suite d'un accident de transporteur. Se fait capturer lors d'un raid dans l'espace cardassien.
- Lieutenant Tuvok : Vulcain, membre de l'équipage du Valjean commandé par Chakotay. En réalité, agent de la Fédération infiltré dans la cellule de Chakotay et répondant au capitaine Kathryn Janeway.